# Pedro Álvares
Pedro Álvares (? — ?) foi um político brasileiro.
Foi eleito, em 3 de outubro de 1958, deputado estadual, pelo PR, para a 40ª Legislatura da Assembleia Legislativa do Rio Grande do Sul, de 1959 a 1963.